# منتخب اليابان تحت 19 سنة لكرة السلة
منتخب اليابان تحت 19 سنة لكرة السلة  هو ممثل اليابان الرسمي في المنافسات الدولية في كرة السلة  تحت 19 سنة.